# Ичков мир
Ичков мир, је назван по Петру Ичку којег су у лето 1806. послали устаници из Србије да преговара са Портом о миру. У пуномоћју које су потписали 13. јула 1806. Карађорђе и Младен Миловановић постављени су следећи услови:
1. Срби да плаћају данак одсеком;
2. Да се у Србију пошаље царски мухасил с извесним бројем „служитеља“, којему ће се предавати данак;
3. Све царске, мухасилске службе да врше Срби, они обећавају да ће их вршити по царској заповести;
4. Из Србије да се истерају јањичари, крџалије и други зли Турци, а Срби да чувају границе.
Ичко је стигао у Цариград крајем јула 1806. и почео, уз посредовање цариградског патријарха, да преговара са Портом. Вешто је искористио поразе турске војску на Мишару и Делиграду августа 1806. године, затим кризу у односима Русије и Турске и навео Порту да Србима даје тражене уступке.
У септембру 1806. он је већ са царским мухасилом стигао у Србију. У октобру исте године устаничка скупштина у Смедереву примила је Портине услове и послала Ичка поново у Цариград да утврди твердо и коначно услове мира.
У међувремену дошло је до прекида односа и рата између Турске и Русије. У јануару 1807. године Порта усваја услове Ичкова мира, међутим Срби су већ заузели Београд, повезали се са Русима и одбацили уредбе Ичковог мира и наставили рат. При повратку из Цариграда Ичко се једва извукао из Турске у Србију.
Када је Милош Обреновић преговарао са Марашли Али-пашом 1815. године, о смиривању другог српског устанка, затражио је да се Србији признају повластице које су јој биле дате Ичковим миром.
На бази услова овог мира вођени су после 1815. преговори између Србије и Турске, као и Русије и Турске о изграђивању аутономног положаја Србије. Такав положај је и изграђен у оквиру ових услова и 1830. и 1833. године.